# 맥키 푸드
맥키 푸드 코퍼레이션(영어: McKee Foods Corporation)은 테네시주 콜리지데일에 본사를 둔 미국의 스낵과 그래놀라를 제조하는 비상장 가족 기업이다. 드레이크스 케이크(Drake's Cakes), 필드스톤 베이커리(Fieldstone Bakery) 스낵과 시리얼, 리틀 데비(Little Debbie) 스낵, 선벨트 베이커리(Sunbelt Bakery) 그래놀라와 시리얼을 생산한다. 과거에는 하트랜드 브랜즈(Heartland Brands)도 운영했다.

## 역사
맥키 푸드는 대공황 시기에 오더 도리스 "O.D." 맥키와 루스 맥키가 설립했다. 오더는 채터누가 지역에서 1928년형 휘펫 자동차를 타고 케이크를 판매하며 사업을 시작했다. 사업 확장을 원했던 그는 작은 제과점인 잭스 쿠키 컴퍼니를 인수했다. 제과점은 몇 년간 순조롭게 운영되었지만, O.D.는 여전히 확장을 모색했다. 하지만 장인은 그의 생각에 동의하지 않았다. O.D.는 사업체를 매각하고 새로 시작하기로 결정했다.
맥키 부부는 노스캐롤라이나주 샬럿으로 이주하여 O.D.가 설계한 새로운 제과점을 열었다. 얼마 후 그들은 샬럿 공장을 매각했다. 1950년대 초, 루스의 형제인 세실 킹이 건강이 좋지 않아 도움이 필요하자 채터누가로 돌아왔다. 그들은 제과점을 다시 매입하기로 결정했고, 1962년 킹스 베이커리에서 맥키 베이킹 컴퍼니로 사명을 변경하여 직접 운영했다.
맥키 베이킹 컴퍼니는 1957년 콜리지데일로 이전했다. 1991년에는 맥키 베이킹 컴퍼니에서 맥키 푸드 코퍼레이션으로 사명을 변경했다.
회사 설립자 O.D. 맥키의 아들인 엘스워스 맥키가 경영을 맡았으나, 2012년 9월 일상적인 운영에서 물러났으며 회사 회장직은 유지하고 있다.
2013년 1월 28일, 맥키 푸드는 호스티스 브랜즈의 드레이크스 브랜드를 2,750만 달러에 인수하기로 했다고 발표했다. 드레이크스 브랜드는 링딩스, 요델스, 데블 독스 제품을 포함한다. 파산법원은 2013년 4월 9일 이 인수를 승인했다.
2013년 기준으로 맥키는 매년 9억 상자 이상의 리틀 데비 제품을 출하하고 있다.

## 브랜드

### 리틀 데비
리틀 데비 제품은 주로 쿠키와 케이크 기반의 디저트 스낵이다. 최고 판매 제품인 스위스 케이크 롤, 너티 바, 퍼지 라운드, 클라우드 케이크, 코스믹 브라우니, 제브라 케이크, 오트밀 크림 파이를 포함하여 수십 가지 종류가 있다. 리틀 데비 제품은 대부분의 할인점, 식료품점, 편의점에서 박스 포장과 개별 포장 형태로 구매할 수 있다.
1960년, 회사 설립자 O.D.와 루스 맥키는 자신들의 손녀인 4살의 데비의 이름을 따서 제품명을 짓기로 결정했다. 현재 데비 맥키-파울러는 부사장으로 재직하며 맥키 푸드 이사회 이사를 맡고 있다. 1960년 8월 23일부터 포장과 광고에 사용된 데비의 원래 이미지는 흑백 사진을 바탕으로 했다. 컬러로 된 리틀 데비 초상화는 1960년 후반에 시작되었다. 애틀랜타의 화가 펄 만이 원래의 컬러 작품을 만들었다. 지시에 따라 그는 어린 소녀를 8~9세 정도로 더 나이 들어 보이게 그렸다. 로고는 1985년과 2013년에 약간의 변화가 있었다.
리틀 데비 브랜드는 1990년대부터 NASCAR 팀을 후원해왔으며, 특히 2006년부터 2008년까지 NASCAR 스프린트 컵 시리즈의 우드 브라더스 21번 포드 퓨전을 후원했다. 이 브랜드는 2008년 두 팀을 모두 후원한 후 2009 시즌에는 47번 JTG 도터티 레이싱 팀으로 옮겼다. 맥키 푸드가 제칠일안식일예수재림교인인 소유주들에 의해 설립되고 운영되기 때문에, 안식일로 알려진 금요일 일몰부터 토요일 일몰까지는 후원 조건으로 리틀 데비 로고를 가리거나 제거하고 승무원들은 리틀 데비가 아닌 의상을 착용한다.
2022년 말 기준으로, 이 케이크는 미국 국방부, 국방조달청, 해군교환소의 직매점에서 판매되지 않는다. 맥키는 맥키 푸드에 요구되는 규제 기준을 충족하기에는 비용이 너무 많이 든다고 밝혔다.
또한 2022년 말 기준으로, 이 케이크는 캐나다에서도 판매되지 않는다. 회사는 유일한 유통업체가 "사업 관계를 종료하기로 선택했다"고 밝혔으며 맥키는 적극적으로 다른 캐나다 유통업체를 찾고 있지 않다고 했다.

### 드레이크스
드레이크스는 뉴저지주 웨인에 있는 제과 회사이다. 원래 독립 기업이었던 드레이크스는 1998년부터 2012년까지 호스티스가 소유했다. 맥키 푸드는 2012년 호스티스가 파산으로 청산될 때 드레이크스 라인을 인수했다. 드레이크스 브랜드는 링딩스, 요델스, 데블 독스, 양키 두들스, 서니 두들스, 퍼니 본즈, 커피 케이크와 같은 스낵 케이크를 유통한다. 마스코트는 웹스터로, 숟가락을 들고 셰프 모자와 넥타이를 맨 웃고 있는 드레이크(수컷 오리)이다.

### 필드스톤 베이커리
필드스톤 베이커리 브랜드로 판매되는 제품에는 통곡물 스낵, 그래놀라, 페이스트리, 쿠키가 포함된다.

### 선벨트 베이커리
선벨트 베이커리 제품에는 다양한 그래놀라 바, 과일 스낵, 시리얼이 포함된다.

### 하트랜드 브랜즈
이 회사는 이전에 하트랜드 브랜드로 그래놀라 시리얼과 파이 크러스트를 판매했다. 맥키는 1968년에 설립된 이 브랜드를 1998년에 인수했다. 이 브랜드는 적어도 2018년까지 사용되었다.